# Blondynka (serial telewizyjny)
Blondynka – polski serial obyczajowy w reżyserii Mirosława Gronowskiego, emitowany od 7 marca do 6 czerwca 2010 i ponownie od 1 września 2013 do 12 marca 2021 na antenie TVP1.
Serial odniósł sukces komercyjny i zdobył dużą liczbę widzów, co skłoniło TVP1 do zamówienia drugiej serii, która miała być realizowana wiosną 2011, jednakże podjęto dopiero dwa lata później, wiosną 2013.
W 2014 roku w tytułowej roli Julię Pietruchę zastąpiła Joanna Moro, w 2016 roku – Natalia Rybicka, a w 2019 roku – Marta Żmuda Trzebiatowska. Zdjęcia do serialu powstawały m.in. w Białymstoku i Supraślu.

## Fabuła
Tytułowa bohaterka Sylwia Kubus jest lekarką weterynarii, po konflikcie ze współpracownikami wyjeżdża z Warszawy, gdyż nie chce dalej uczestniczyć w świecie kłamstw, oszustw, intryg itp. Przeprowadza się do Majaków, jednak szybko spostrzega, że to miejsce niczym nie różni się od tego, z którego przybyła. Bohaterka postanawia zmienić wieś na lepszą.

## Spis serii
| Seria | Sezon          | Odcinki      | Premiera serii  | Finał serii       | Pora emisji              | Średnia oglądalność |
| ----- | -------------- | ------------ | --------------- | ----------------- | ------------------------ | ------------------- |
| 1     | wiosna 2010    | 1–13 (13)    | 7 marca 2010    | 6 czerwca 2010    | niedziela 20.25          | 4 862 501           |
| 2     | jesień 2013    | 14–26 (13)   | 1 września 2013 | 24 listopada 2013 | niedziela 20.25          | 3 170 417           |
| 3     | jesień 2014    | 27–39 (13)   | 7 września 2014 | 30 listopada 2014 | niedziela 20.25          | 3 145 892           |
| 4     | zima 2015/2016 | 40–52 (13)   | 6 grudnia 2015  | 28 lutego 2016    | niedziela 20.25          | 3 286 301           |
| 5     | zima 2016/2017 | 53–65 (13)   | 4 grudnia 2016  | 26 lutego 2017    | niedziela 20.25          | 3 103 443           |
| 6     | zima 2017/2018 | 66–78 (13)   | 10 grudnia 2017 | 18 marca 2018     | niedziela 20.15          | 2 885 189           |
| 7     | zima 2018/2019 | 79–91 (13)   | 2 grudnia 2018  | 24 lutego 2019    | niedziela 20.15          | 2 720 972           |
| 8     | zima 2019/2020 | 92–99 (8)    | 27 grudnia 2019 | 14 lutego 2020    | piątek 20.35             | 1 907 535           |
| 9     | zima 2021      | 100–109 (10) | 8 stycznia 2021 | 12 marca 2021     | piątek 21.00/21.40/21.55 | 1 030 365           |